# Cantó de Vilanova d'Avinyó
El cantó de Vilanova d'Avinyó és un dels cantons del departament francès del Gard inclòs al districte de Nimes. Té 5 municipis i una població de vora 30 mil habitants. El cap del cantó és Vilanova d'Avinyó.

## Municipis
- Angles
- Puèg Aut
- Ròcafòrt de Gardon
- Sase
- Vilanova d'Avinyó